# Segunda Liga de 2015–16
A Segunda Liga de 2015–16, conhecida também como Ledman Liga PRO por razões de patrocínio, foi a 26ª edição da Segunda Liga.
Um total de 24 equipas disputaram esta edição, sabendo que na época seguinte este escalão seria reduzido para 22 clubes. Essa medida implicou que na  época 2015–16 ocorresse a despromoção de cinco equipas, ao contrário das três das épocas anteriores.
O Atlético (antes despromovido desportivamente) ficou na Segunda Liga de 2015–16 após ter sido convidado pela Liga Portuguesa de Futebol Profissional (LPFP) devido à despromoção administrativa do Beira-Mar, por não conseguir reunir os requisitos para se candidatar às competições profissionais da Liga e no Campeonato de Portugal também não conseguiu reunir os requisitos, caindo para a Segunda Divisão Distrital.

## Participantes
| Clube                | Cidade                 | Estádio                                        | Lotação | 2014–15      |
| -------------------- | ---------------------- | ---------------------------------------------- | ------- | ------------ |
| Académico de Viseu   | Viseu                  | Estádio Municipal do Fontelo                   | 12,000  | 12º          |
| Atlético de Portugal | Lisboa                 | Estádio da Tapadinha                           | 15,000  | 22º          |
| Benfica B            | Lisboa                 | Benfica Campus                                 | 2,644   | 6º           |
| Braga B              | Braga                  | Estádio 1.º de Maio                            | 30,000  | 21º          |
| Chaves               | Chaves                 | Estádio Municipal Eng.º Manuel Branco Teixeira | 12,000  | 3º           |
| Desportivo das Aves  | Vila das Aves          | Estádio do Clube Desportivo das Aves           | 10,250  | 18º          |
| Famalicão            | Vila Nova de Famalicão | Estádio Municipal 22 de Junho                  | 8,000   | 2º (CNS)     |
| Farense              | Faro                   | Estádio de São Luís                            | 15,000  | 11º          |
| Feirense             | Santa Maria da Feira   | Estádio Marcolino de Castro                    | 4,667   | 7º           |
| Freamunde            | Freamunde              | Complexo Desportivo do SC Freamunde            | 4,000   | 8º           |
| Gil Vicente          | Barcelos               | Estádio Cidade de Barcelos                     | 12,374  | 17º (I Liga) |
| Leixões              | Matosinhos             | Estádio do Mar                                 | 16,035  | 20º          |
| Mafra                | Mafra                  | Estádio Municipal de Mafra                     | 6,000   | 1º (CNS)     |
| Olhanense            | Olhão                  | Estádio José Arcanjo                           | 11,622  | 16º          |
| Oliveirense          | Oliveira de Azeméis    | Estádio Carlos Osório                          | 9,100   | 17º          |
| Oriental             | Lisboa                 | Estádio Eng.º Carlos Salema                    | 8,500   | 15º          |
| Penafiel             | Penafiel               | Estádio Municipal 25 de Abril                  | 5,103   | 18º (I Liga) |
| Portimonense         | Portimão               | Estádio Municipal de Portimão                  | 9,544   | 14º          |
| Porto B              | Porto                  | Estádio Dr. Jorge Sampaio                      | 8,500   | 13º          |
| Santa Clara          | Ponta Delgada          | Estádio de São Miguel                          | 13,277  | 19º          |
| Sporting B           | Lisboa                 | Estádio Aurélio Pereira-Alcochete              | 1,000   | 5º           |
| Sporting da Covilhã  | Covilhã                | Estádio Municipal José dos Santos Pinto        | 3,000   | 4º           |
| Varzim               | Póvoa de Varzim        | Estádio do Varzim Sport Club                   | 11,000  | 3º (CNS)     |
| V. Guimarães B       | Guimarães              | Estádio D. Afonso Henriques                    | 30,165  | 9º           |

## Tabela classificativa
Atualizado em 10/06/2018
| #  | Equipa                    | J  | V  | E  | D  | GP | GC | SG  | Pts | Classificação                                    |
| -- | ------------------------- | -- | -- | -- | -- | -- | -- | --- | --- | ------------------------------------------------ |
| 1  | Porto B                   | 46 | 26 | 8  | 12 | 84 | 52 | +32 | 86  | Equipa B - Não pode subir à Primeira Liga.       |
| 2  | GD Chaves                 | 46 | 21 | 18 | 7  | 60 | 39 | +21 | 81  | Promovido à Primeira Liga de 2016–17             |
| 3  | Feirense                  | 46 | 21 | 15 | 10 | 55 | 38 | +17 | 78  | Promovido à Primeira Liga de 2016–17             |
| 4  | Portimonense              | 46 | 20 | 18 | 8  | 57 | 45 | +12 | 78  |                                                  |
| 5  | Freamunde                 | 46 | 20 | 14 | 12 | 52 | 36 | +16 | 74  |                                                  |
| 6  | FC Famalicão              | 46 | 18 | 18 | 10 | 64 | 51 | +13 | 72  |                                                  |
| 7  | Olhanense                 | 46 | 19 | 12 | 15 | 42 | 39 | +3  | 69  |                                                  |
| 8  | Clube Desportivo das Aves | 46 | 19 | 10 | 17 | 58 | 48 | +10 | 67  |                                                  |
| 9  | Varzim SC                 | 46 | 17 | 14 | 15 | 51 | 48 | +3  | 65  |                                                  |
| 10 | Sporting B                | 46 | 18 | 11 | 17 | 61 | 59 | +2  | 65  | Equipa B - Não pode subir à Primeira Liga.       |
| 11 | Gil Vicente FC            | 46 | 16 | 14 | 16 | 58 | 56 | +2  | 62  |                                                  |
| 12 | FC Penafiel               | 46 | 13 | 22 | 11 | 49 | 46 | +3  | 61  |                                                  |
| 13 | V. Guimarães B            | 46 | 16 | 12 | 18 | 60 | 67 | −7  | 60  | Equipa B - Não pode subir à Primeira Liga.       |
| 14 | Covilhã                   | 46 | 13 | 19 | 14 | 45 | 48 | −3  | 58  |                                                  |
| 15 | Sp.Braga B                | 46 | 15 | 12 | 19 | 47 | 54 | −7  | 57  | Equipa B - Não pode subir à Primeira Liga.       |
| 16 | Santa Clara               | 46 | 15 | 12 | 19 | 49 | 52 | −3  | 57  |                                                  |
| 17 | Académico de Viseu        | 46 | 13 | 17 | 16 | 46 | 60 | −14 | 56  |                                                  |
| 18 | Leixões SC                | 46 | 14 | 13 | 19 | 45 | 56 | −11 | 55  |                                                  |
| 19 | Benfica B                 | 46 | 15 | 10 | 21 | 59 | 64 | −5  | 55  | Equipa B - Não pode subir à Primeira Liga.       |
| 20 | Farense                   | 46 | 15 | 11 | 20 | 49 | 56 | −7  | 54  | Rebaixado para Campeonato de Portugal de 2016–17 |
| 21 | CD Mafra                  | 46 | 12 | 18 | 16 | 37 | 40 | −3  | 54  | Rebaixado para Campeonato de Portugal de 2016–17 |
| 22 | Atlético CP               | 46 | 12 | 15 | 19 | 49 | 56 | −7  | 51  | Rebaixado para Campeonato de Portugal de 2016–17 |
| 23 | Oriental                  | 46 | 9  | 14 | 23 | 47 | 67 | −20 | 41  | Rebaixado para Campeonato de Portugal de 2016–17 |
| 24 | Oliveirense               | 46 | 6  | 11 | 29 | 42 | 89 | −47 | 29  | Rebaixado para Campeonato de Portugal de 2016–17 |

A seguinte tabela apresenta os resultados dos jogos entre as 24 equipas que disputaram a 2ª LIGA.
| Casa\Fora              | ACV            | ACP            | BEN            | BRA            | CHA            | DAV            | FAM            | FAR            | FEI          | FRM            | GVI            | LEI            | MAF            | OLH            | OLI            | ORI            | PEN            | PTM            | POR            | STC            | SCP            | SCO            | VAR            | VGU            |
| ---------------------- | -------------- | -------------- | -------------- | -------------- | -------------- | -------------- | -------------- | -------------- | ------------ | -------------- | -------------- | -------------- | -------------- | -------------- | -------------- | -------------- | -------------- | -------------- | -------------- | -------------- | -------------- | -------------- | -------------- | -------------- |
| Académico de Viseu     | \|\|\|\|\|\|\| | 0-1            | 2-2            | 1-1            | 1-1            |                | 0-1            | 1-0            |              | 1-0            | 1-1            | 1-1            | 2-1            | 0-0            |                | 0-2            | 0-2            | 0-1            | 1-3            | 1-0            |                |                | 4-2            | 2-1            |
| Atlético CP            | 1-1            | \|\|\|\|\|\|\| | 3-2            |                | 0-1            | 0-1            | 1-0            | 0-1            | 1-1          | 1-0            | 0-1            | 0-1            |                | 1-0            | 4-1            |                | 1-2            |                | 2-3            |                | 1-3            | 1-1            | 3-1            | 3-3            |
| Benfica B              | 2-0            | 1-1            | \|\|\|\|\|\|\| | 1-1            | 0-1            | 2-1            | 1-3            | 2-0            | 1-2          |                | 1-0            |                | 1-2            | 2-3            | 1-0            | 2-1            | 1-0            | 3-2            | 0-3            |                | 1-0            | 2-2            | 1-1            |                |
| Braga B                | 0-0            | 0-0            |                | \|\|\|\|\|\|\| |                |                |                |                |              |                |                |                |                |                |                |                |                |                |                |                |                |                |                |                |
| Chaves                 |                | 1-0            | 1-1            | 2-2            | \|\|\|\|\|\|\| |                |                |                |              |                |                |                |                |                |                |                |                |                |                |                |                |                |                |                |
| Desportivo das Aves    | 1-2            | 2-0            | 3-2            | 2-0            |                | \|\|\|\|\|\|\| |                |                |              |                |                |                |                |                |                |                |                |                |                |                |                |                |                |                |
| Famalicão              | 0-0            |                |                | 1-2            | 4-3            |                | \|\|\|\|\|\|\| |                |              |                |                |                |                |                |                |                |                |                |                |                |                |                |                |                |
| Farense                | 1-0            |                | 1-0            | 3-2            | 1-1            |                | 2-2            | \|\|\|\|\|\|\| |              |                |                |                |                |                |                |                |                |                |                |                |                |                |                |                |
| Feirense               | 2-0            | 1-2            | 1-0            | 1-2            | 0-1            | 2-2            | 2-1            | 1-0            | \|\|\|\|\|\| |                |                |                |                |                |                |                |                |                |                |                |                |                |                |                |
| Freamunde              | 0-0            | 0-0            | 1-0            |                | 2-1            | 1-1            |                | 3-0            | 1-1          | \|\|\|\|\|\|\| |                |                |                |                |                |                |                |                |                |                |                |                |                |                |
| Gil Vicente            |                |                | 3-2            | 4-1            | 1-1            | 1-0            | 1-1            |                | 1-0          | 0-0            | \|\|\|\|\|\|\| |                |                |                |                |                |                |                |                |                |                |                |                |                |
| Leixões                |                | 0-1            | 2-0            | 2-3            | 1-2            | 3-1            |                | 1-1            | 0-1          |                | 2-1            | \|\|\|\|\|\|\| |                |                |                |                |                |                |                |                |                |                |                |                |
| Mafra                  |                | 0-0            | 0-0            | 1-0            |                | 1-1            | 0-0            | 1-2            | 1-1          | 2-1            | 0-1            | 1-0            | \|\|\|\|\|\|\| |                |                |                |                |                |                |                |                |                |                |                |
| Olhanense              | 2-2            | 1-0            | 1-1            | 2-0            | 1-0            | 0-0            | 0-1            |                |              |                | 0-0            | 0-2            | 2-1            | \|\|\|\|\|\|\| |                |                |                |                |                |                |                |                |                |                |
| Oliveirense            | 0-2            | 1-1            | 1-2            | 0-1            |                |                | 2-2            | 3-1            | 3-2          | 0-0            | 1-2            |                |                | 1-2            | \|\|\|\|\|\|\| |                |                |                |                |                |                |                |                |                |
| Oriental               | 1-1            | 2-1            |                | 0-0            | 1-2            | 0-2            | 0-1            | 1-3            | 0-2          | 2-1            | 1-1            |                | 0-1            |                | 5-2            | \|\|\|\|\|\|\| |                |                |                |                |                |                |                |                |
| Penafiel               | 0-0            | 1-1            | 1-0            | 0-0            | 1-0            | 0-2            |                | 0-0            |              | 1-2            | 1-0            | 0-0            | 1-1            | 1-1            | 2-2            |                | \|\|\|\|\|\|\| |                |                |                |                |                |                |                |
| Portimonense           | 1-2            | 1-2            | 1-0            | 1-5            |                | 0-1            | 0-3            | 1-0            | 2-2          |                | 1-0            | 1-1            | 2-0            | 1-0            | 1-2            | 1-0            |                | \|\|\|\|\|\|\| |                |                |                |                |                |                |
| Porto B                |                | 1-0            | 3-1            |                | 0-0            | 0-1            | 1-2            | 4-3            |              | 2-1            | 4-2            | 0-2            | 2-0            | 0-0            | 2-2            | 3-2            | 1-1            | 1-2            | \|\|\|\|\|\|\| |                |                |                |                |                |
| Santa Clara            | 0-1            | 2-2            | 2-0            |                | 2-2            | 1-2            |                | 2-0            | 0-0          |                | 0-2            | 2-0            | 1-0            | 1-0            | 0-0            | 2-2            | 2-1            | 3-1            | 1-2            | \|\|\|\|\|\|\| |                |                |                |                |
| Sporting B             | 4-2            | 0-1            |                | 0-1            |                | 1-0            | 0-0            | 1-0            | 0-0          | 1-1            |                | 3-1            | 1-1            | 1-3            | 5-0            | 3-0            | 4-2            | 1-1            |                | 2-1            | \|\|\|\|\|\|\| |                |                |                |
| Sporting de Covilhã    | 2-2            |                | 0-2            | 1-0            | 0-1            | 0-3            | 0-1            | 1-1            | 0-2          | 0-2            | 3-0            |                | 1-0            |                |                | 1-0            | 2-2            | 0-0            | 0-0            | 1-0            | 0-1            | \|\|\|\|\|\|\| |                |                |
| Varzim                 | 2-1            | 3-2            | 2-1            | 1-1            | 3-0            | 1-0            | 1-2            |                | 0-1          | 0-2            |                | 1-0            |                | 3-1            | 0-1            | 2-0            | 1-1            |                | 2-0            | 1-1            | 2-1            |                | \|\|\|\|\|\|\| |                |
| Vitória de Guimarães B | 2-0            | 0-0            | 3-0            |                | 0-3            | 2-0            | 1-2            |                | 0-1          | 0-0            | 1-0            | 1-0            |                | 1-0            | 4-2            | 1-1            | 2-3            | 0-1            |                | 0-1            | 1-0            |                | 0-1            | \|\|\|\|\|\|\| |